# Sinocyclocheilus altishoulderus
Sinocyclocheilus altishoulderus är en fiskart som först beskrevs av Li och Lan 1992.  Sinocyclocheilus altishoulderus ingår i släktet Sinocyclocheilus och familjen karpfiskar. Inga underarter finns listade i Catalogue of Life.